# Ли Ки Пун
Ли Ки Пун (Ли Кипун, Ли Ги Бун) (кор. 이기붕?, 李起鵬?; 20 декабря 1896, уезд Квесан, Чхунчхон-Пукто, Чосон — 28 апреля 1960, Сеул, Южная Корея) — южнокорейский государственный деятель, председатель Национального собрания Южной Кореи (1954—1960).

## Биография
Рано потерял отца, его семья испытывала серьезные финансовые затруднения. Еще в молодости познакомился с будущим лидером страны Ли Сын Маном. В молодости жил в Китае, затем перебрался в Соединенные Штаты. Работал курьером, служащим в гостинице в Калифорнии.
В 1923 г. окончил филологический факультет Айовского университета.
После его возвращения в Корею в 1934 г. открыл свой собственный магазин в Букхоне, но его бизнес оказался неудачным. Вскоре занял пост исполнительного директора Национального университета Чоннам. В период японского колониального правления был назначен управляющим шахтой, однако ушел с этой должности вследствие нехватки управленческих навыков. С 1940 г. занимался собственным бизнесом, был обвинен в антияпонской деятельности и арестован.
Во время освобождения Кореи американскими войсками в 1945 г. был привлечен в качестве переводчика, вскоре становится личным секретарем Ли Сын Мана. В июле 1948 г. был назначен руководителей секретариата президента Республики Корея.
С 1951 г. занимал пост председателя Либеральной партии и считался активным сторонником президента Ли Сын Мана. Тот, в свою очередь, даже усыновил сына Ли ки Пуна.
В 1949—1951 гг. — мэр Сеула, затем, в 1951—1952 гг. — министр обороны Южной Кореи. С 1952 г. до конца жизни возглавлял Национальный олимпийский комитет Южной Кореи. В 1955 г. получил степень почетного доктора университета Чунан.
С 1954 г. занимал пост председателя Национального собрания Южной Кореи.
После массовых волнений, вызванных фальсификацией президентских выборов в марте 1960 г., на которых он стал вице-президентом, подал в отставку вслед за главой государства Ли Сын Маном.
28 апреля 1960 г. при попытке покинуть страну и уехать в США вместе с семьей был расстрелян собственным сыном, вслед за этим покончившим жизнь самоубийством.